# Barb Wire
Barb Wire er en amerikansk stumfilm fra 1922 af Francis J. Grandon.

## Medvirkende
- Jack Hoxie som Jack Harding
- Jean Porter som Joan Lorne
- Olah Norman som Martha Harding
- William Berke som Bart Moseby
- Joseph McDermott som Nick Lazarre
- Jim Welch som Bob Lorne